# 游沁樺
游沁樺（2004年6月23日—）為臺灣女子籃球運動員，來自苗栗大湖，107學年度JHBL國中籃球聯賽帶領大倫國中奪下隊史首座女子組冠軍，個人拿下MVP和阻攻后頭銜，國中畢業後進入金甌女中，進入高中後教練讓游沁樺轉型成控球後衛，大學游沁樺加入世新大學，2022年9月參加U18亞青女籃賽以場均2.2次阻攻拿下阻攻后頭銜。

## 外部連結
- 游沁樺在fiba.basketball（英语）
- 游沁樺在Eurobasket.com（球員）（英语）